# گوتینگروده
گوتینگروده (به آلمانی: Göttingerode) یک منطقهٔ مسکونی در آلمان است که در باد هارتسبورگ واقع شده‌است. گوتینگروده ۹۹۱ نفر جمعیت دارد.